# Новоаннінський район
Новоаннінський район (рос. Новоаннинский район) — муніципальне утворення у Волгоградській області.
Розташований на території українського історичного та культурного краю Жовтий Клин.